# The Girl Is Mine
The Girl Is Mine is een duet van Michael Jackson en Paul McCartney uit 1982. Het was de eerste single van Jacksons album Thriller. De single behaalde de tweede plaats in de Amerikaanse hitlijsten, maar kwam slechts op nummer 12 in de Nederlandse Top 40.
Het nummer gaat over twee mannen die vechten voor de liefde van één vrouw. Allebei zeggen ze dat ze meer van de vrouw kunnen houden dan de andere. Het eindigt in een gesproken "gevecht" tegen het einde van het nummer waarbij Jackson de zin Paul, I think I told you, I’m a lover, not a fighter uitspreekt. 
Michael Jackson en Paul McCartney namen later nog twee andere duetten op: Say Say Say en The Man in 1983. Ze stonden allebei op het album Pipes of Peace van Paul McCartney.
In 2008 werd een remix van het nummer uitgebracht als single. Deze versie, The Girl Is Mine 2008, was een samenwerking tussen Jackson en Will.i.am. In Nederland bereikte de single nummer 17 in de hitlijsten.

## Coverversies
Het nummer is gecoverd door andere artiesten. Richard Cheese, coverartiest die bekende pop- en rockliedjes in loungestijl zingt, zingt op zijn album Aperitif for Destruction het nummer met de bekende, verlamde natuurkundige Stephen Hawking. Hawking werkte overigens niet echt mee aan dit duet; zijn computerstem werd gewoon door een andere computer "ingesproken".
De R&B-zangeressen Brandy en Monica namen in 1998 het duet The Boy Is Mine op. Ook al is dit geen echte cover, het leek er veel op doordat ook dit nummer een gesproken "gevecht" bevatte. 

## Tracklist
1. The Girl Is Mine
2. Can't Get Outta the Rain

## NPO Radio 2 Top 2000
| Nummer met noteringen in de NPO Radio 2 Top 2000 | '99  | '00 | '01  | '02  | '03 | '04  | '05-'08 | '09  | '10-'11 | '12  |
| ------------------------------------------------ | ---- | --- | ---- | ---- | --- | ---- | ------- | ---- | ------- | ---- |
| The Girl Is Mine                                 | 1264 | -   | 1692 | 1836 | -   | 1874 | -       | 1253 | -       | 1153 |

1. ↑  Een '-' betekent dat het nummer niet was genoteerd en een vetgedrukt getal geeft de hoogste notering aan.
2. ↑  Deze tabel is bijgewerkt tot en met de laatste editie (2024).

## The Girl Is Mine 2008
The Girl Is Mine 2008 was een single uit 2008 van Michael Jackson en Will.i.am, onder meer bekend van The Black Eyed Peas. Het was de eerste single afkomstig van Jacksons album Thriller 25, uitgegeven naar aanleiding van de vijfentwintigste verjaardag van Thriller. 
Het nummer is een remix van de oorspronkelijke versie uit 1982. In deze nieuwe mix is de zang van McCartney vervangen door raps van Will.i.am.
De remix van het nummer is duidelijk anders dan het origineel. Zo is de nieuwe versie beduidend korter. Door het nummer zijn hip-hop-beats toegevoegd, waardoor het nummer een andere klank krijgt, ook al zijn de vocalen van Michael Jackson hetzelfde. Ook bevat het nummer nieuwe stukken tekst gezongen door Jackson, op plaatsen waar in het origineel Paul McCartney de zanger was.

### Tracklist
1. "The Girl Is Mine 2008" (will.i.am-albumversie) - 3:10
2. "The Girl Is Mine 2008" (will.i.am-clubremix) - 3:25
3. "The Girl Is Mine" - (originele solodemo) - 3:13

### Hitnotering
| "The Girl Is Mine 2008" in de Nederlandse Top 40 - binnen 16 februari 2008 | "The Girl Is Mine 2008" in de Nederlandse Top 40 - binnen 16 februari 2008 | "The Girl Is Mine 2008" in de Nederlandse Top 40 - binnen 16 februari 2008 | "The Girl Is Mine 2008" in de Nederlandse Top 40 - binnen 16 februari 2008 | "The Girl Is Mine 2008" in de Nederlandse Top 40 - binnen 16 februari 2008 | "The Girl Is Mine 2008" in de Nederlandse Top 40 - binnen 16 februari 2008 | "The Girl Is Mine 2008" in de Nederlandse Top 40 - binnen 16 februari 2008 |
| Week                                                                       | 1                                                                          | 2                                                                          | 3                                                                          | 4                                                                          | 5                                                                          | 6                                                                          |
| -------------------------------------------------------------------------- | -------------------------------------------------------------------------- | -------------------------------------------------------------------------- | -------------------------------------------------------------------------- | -------------------------------------------------------------------------- | -------------------------------------------------------------------------- | -------------------------------------------------------------------------- |
| Nummer                                                                     | 21                                                                         | 17                                                                         | 21                                                                         | 22                                                                         | 31                                                                         | uit                                                                        |

### België (Vlaanderen)
| Nummer | tip20 |